# Рівні мовної структури
Рі́вні мо́вної структ́ури — складові частини, автономні механізми мовної системи. Кваліфікуються як підсистеми, що становлять систему мови. Кожен рівень має свій тип одиниць, свою сферу мовного простору і своє функціональне навантаження.

## Основні рівні мовної структури
Найчастіше виділяють 4 основних рівні мовної структури: фонологічний (одиниця — фонема), морфологічний (одиниця — морфема), лексичний (одиниця — лексема) та синтаксичний (одиниця — речення). Названі рівні мають ієрархічні відношення: одиниці кожного попереднього рівня є будівельним матеріалом для одиниць наступного рівня.
Такий погляд на рівні мовної структури уперше сформульований французьким мовознавцем Емілем Бенвеністом, проте багатьма вченими заперечується на тій підставі, що фонеми не є носіями значення, а всі інші одиниці мають свою семантику, тобто фонеми складають план вираження і не є знаками, а морфеми, лексеми та речення є одиницями плану змісту і мають знакову природу. Однак ієрархічний погляд на рівні мовної структури зовсім не означає, що одиниця вищого рівня є простою сумою одиниць нижчого рівня. На кожному рівні з'являється і щось своє, якісно нове, що й виправдовує існування цього рівня. Для прикладу, слово так само не є лише сумою морфем, як морфема не є лише сумою фонем. На морфологічному рівні з'являється семантика (відсутня на фонологічному рівні), на лексичному — номінативність, на синтаксичному — комунікативність; при цьому те, що з'явилося, зберігається й на наступних рівнях. Порівняйте наявність номінативності в назві-реченні «Хіба ревуть воли, як ясла повні?».
Проблема рівнів мовної структури ускладнюється тим, що кожен рівень реалізується на трьох щаблях абстрактності. Це:
- найабстрактніший інваріантний, інакше — емічний щабель, на якому, власне, й існують самі по собі фонеми, морфеми, лексеми та речення;
- проміжний варіантний щабель, на якому представлені алофони, аломорфи (морфи), алолекси та висловлення (кожна фонема реалізується на даному щаблі як сукупність алофонів, кожна морфема — як сукупність аломорфів тощо);
- найконкретніший екземплярний щабель, на якому представлені «екземпляри» — конкр. випадки вживання конкретних мовних одиниць.

Наприклад, на інваріантному щаблі маємо лексему голова, що виражає сему (компонент значення) «чільна частина». На варіантному щаблі ця лексема представлена групою алолексів, куди входять 9 значень, властивих їй у сучасній українській мові («частина тіла, в якій міститься мозок», «особа, що керує зборами», «керівник установи» та ін.), і 14 словоформ, притаманних його словозміні. На екземплярному щаблі слово голова реалізується в актах мовлення в нескінченній кількості випадків у будь-якій зі своїх словоформ та в будь-якому зі значень, набуваючи ще й нових відтінкових, контекстуальних значень.

## Текстуальний рівень
Лінгвістика тексту дедалі настійніше висуває тезу про існування п'ятого, ієрархічно найвищого рівня мовної структури — текстуального (текстового). Одиниця цього рівня — текст (наприклад, «Заповіт» Тараса Шевченка). Три його щаблі: 1. канонічний текст; 2. варіанти тексту, що збереглись або й ні, але були в автора в процесі створення тексту; 3. письмове та усне поширення тексту. Синтагматичний ряд, в якому є одиниця текстового рівня — збірка, зібрання творів (для «Заповіту» це «Кобзар»).

## Проміжні рівні мовної структури
Виділяють і проміжні рівні мовної структури — морфонологічний (між фонологічним та морфологічним), словотвірний (між морфологічним та лексичним), фразеологічний (між лексичним та синтаксичним), їх функціонування є типово міжрівневим: процес відбувається на одному рівні, а його наслідки входять до іншого рівня. Наприклад, акт словотворення спирається на одиниці морфологічного рівня, а результати цього акту — слова — є одиницями лексичного рівня. Питання про рівень, проміжний між синтаксичним і текстовим, поки що не з'ясоване.